# Limhamns församling
Limhamns församling är en församling i Malmö kontrakt i Lunds stift. Församlingen ligger i Malmö kommun i Skåne län och ingår i Malmö pastorat.

## Administrativ historik
Församlingen bildades 25 april 1902 genom en utbrytning ur Hyllie församling. 1 maj 1908 införlivades Hyllie församling som sedan kom att utbrytas som en nybildad församling 1969.
Församlingen var till 1 maj 1915 annexförsamling i pastoratet Bunkeflo och Limhamn som före 1 maj 1908 även omfattade Hyllie församling. Församlingen utgjorde därefter från 1 maj 1915 till 2014 ett eget pastorat. Församlingen införlivade 2014 huvuddelen av Bunkeflo församling och Tygelsjö-Västra Klagstorps församling samt en mindre del av Hyllie församling samtidigt som en mindre del av Limhamns församling överfördes till Hyllie församling. Församlingen ingår sedan från 2014 i Malmö pastorat.

## Organister
| Ämbetstid | Namn                   | Levnadstid | Övrigt |
| --------- | ---------------------- | ---------- | ------ |
| 1927–     | Karl Yngve Folke Norén | 1899–      | [ 6 ]  |

## Kyrkor
- Limhamns kyrka
- Bunkeflo kyrka
- Bunkeflo strandkyrka
- Tygelsjö kyrka
- Västra Klagstorps kyrka